# Родольфо Арпон
Родольфо Арпон (народився 10 квітня 1944 року) — філіппінський боксер. Він брав участь у літніх Олімпійських іграх 1964 та 1968 років. На літніх Олімпійських іграх 1964 року він переміг Бьорге Крога та Джеймса Данна, а потім поступився Рональду Гаррісу. 